# Surinamische Fußballnationalmannschaft der Frauen
Die surinamische Fußballnationalmannschaft der Frauen repräsentiert  die südamerikanische Republik Suriname im internationalen Frauenfußball. Sie untersteht dem 1920 gegründeten  Surinamischen Fußballbund (SVB).
Wie die Fußballverbände der Nachbarländer Guyana und Französisch-Guayana gehört der SVB nicht dem südamerikanischen Kontinentalverband CONMEBOL, sondern der nord- und mittelamerikanischen CONCACAF an. Zudem ist er Mitglied der FIFA.
Trotz mehrfacher Teilnahmen an den Qualifikationsturnieren konnte sich das Team noch nicht für die Endrunde des Gold Cups und dementsprechend auch nicht für die Weltmeisterschaft oder die Olympischen Spiele qualifizieren.

## Weltmeisterschaft
| - 1991: keine Teilnahme - 1995: keine Teilnahme - 1999: keine Teilnahme - 2003: nicht qualifiziert - 2007: nicht qualifiziert | - 2011: nicht qualifiziert - 2015: nicht qualifiziert - 2019: nicht qualifiziert - 2023: nicht qualifiziert |

## CONCACAF Women’s Championship/ CONCACAF Women’s Gold Cup
| - 1991: keine Teilnahme - 1993: keine Teilnahme - 1994: keine Teilnahme - 1998: keine Teilnahme - 2002: nicht qualifiziert - 2000: keine Teilnahme | - 2006: nicht qualifiziert - 2010: nicht qualifiziert - 2014: nicht qualifiziert - 2018: nicht qualifiziert - 2022: nicht qualifiziert |

## Olympische Spiele
| - 1996: keine Teilnahme - 2000: keine Teilnahme - 2004: nicht qualifiziert - 2008: nicht qualifiziert | - 2012: nicht qualifiziert - 2016: zurück gezogen - 2020: nicht qualifiziert |